# ر. جاي بي. بوسورث
ر. جاي بي. بوسورث (بالإنجليزية: R. J. B. Bosworth)‏ هو مؤرخ أسترالي، ولد في 1943 في سيدني في أستراليا.